# Rising for the Moon
Rising for the Moon — десятый студийный альбом британской фолк-рок-группы Fairport Convention, записанный с продюсером Глином Джонсом в конце 1974 — начале 1975 года и выпущенный Island Records в июне 1975 года. Диск поднялся до #52 в UK Album Charts.

## Об альбоме
Rising for the Moon стал последним с участием вокалистки Сэнди Денни (она здесь — автор 5 и соавтор 2 песен).
Группа обратилась к продюсеру Глину Джонсу, и тот придал альбому сглаженное, коммерческое звучание, однако в результате (как отмечает рецензент Allmusic), «это единственный после ухода Ричарда Томпсона альбом, гитарные партии в котором не звучат анемично»..

## Список композиций

### Сторона 1
1. Rising for the Moon (Sandy Denny) — 4:07
2. Restless (Trevor Lucas, Peter Roche) — 3:58
3. White Dress (Dave Swarbrick) — 3:43
4. Let It Go (Sandy Denny, Dave Swarbrick, Dave Pegg) — 2:00
5. Stranger To Himself (Sandy Denny) — 2:50
6. What Is True (Sandy Denny) — 3:33

### Сторона 2
1. Iron Lion (Trevor Lucas) — 3:27
2. Dawn (Sandy Denny, Jerry Donahue) — 3:43
3. After Halloween (Sandy Denny) — 3:38
4. Night-Time Girl (Dave Swarbrick, Dave Pegg) — 2:55
5. One More Chance (Sandy Denny) — 7:55

### Бонус-треки (перевыпуск)
1. Tears (Trevor Lucas) — 4:09
2. Rising for the Moon (Sandy Denny) — 3:06
3. Stranger to Himself (Sandy Denny) — 2:17
4. One More Chance (Sandy Denny) — 3:46

## Участники записи
- Sandy Denny — вокал, фортепиано
- Trevor Lucas — вокал, ритм-гитара
- Dave Swarbrick — вокал, скрипка, мандолина
- Jerry Donahue — гитара
- Dave Pegg — бас-гитара, мандолина, бэк-вокал
- Dave Mattacks — ударные

Приглашённые музыканты
- Bruce Rowlands: ударные